# О, доктор Бичинг!
О, доктор Бичинг! (англ. Oh, Doctor Beeching!) — телесериал-ситком BBC, посвящённый жизни провинциальной английской железнодорожной станции в 1960-х годах. Авторами сценария были Дэвид Крофт и Ричард Спендлов. Было снято два сезона сериала.

## Сюжет
Действие сериала происходит на маленькой (вымышленной) станции Хэтли (англ. Hatley) на второстепенной железнодорожной линии. В 1963 году станция, как и вся линия, оказывается под угрозой закрытия в результате так называемого «Топора Бичинга» (англ. Beeching Axe) — (реальной) программы по сокращению нерентабельных железнодорожных линий, проводившейся Ричардом Бичингом, директором Британских железных дорог в начале 1960-х годов. Новость о возможном закрытии станции нарушает размеренное течение жизни работников железной дороги и местных жителей.

## Основные персонажи
- Сесил Пэркин (Cecil Parkin) (Жофри Холлэнд, Jeffrey Holland) — новый начальник станции, прибывающий в Хэтли в середине первого эпизода. Пытается завести отношения с Мэй Скиннер и увести её от мужа.
- Джэк Скиннер (Jack Skinner) (Пол Шэйн, Paul Shane) — главный носильщик и временный начальник станции. Несмотря на то, что по штату он был всего лишь носильщиком, занимал должность начальника станции до прибытия Сесила. Нелюбит Сесила не не скрывает этого.
- Этель Шуманн (Ethel Schumann) (Су Поллард, Su Pollard) — продавщица билетов. Мать-одиночка в поисках нового мужа
- Харри Ламберт (Harry Lambert) (Стивен Льюис, Stephan Lewis) — вечно недовольный поездной диспетчер. Ненавидит свою работу. Поскольку через станцию проходит всего пара поездов за весь день, в основном он занимается разными «подработками» прямо на своем рабочем месте — занимается выращиванием овощей, ремонтирует часы и велосипеды, и даже выполняет роль парикмахера. К поездам относится, как к раздражающему фактору, отвлекающему его от гораздо более интересных занятий.
- Мэй Скиннер (May Skinner) (Джулиа Дикин, Julia Deakin) — буфетчица а станции. В молодости имела роман с Сесилом Пэркином, но после того, как Сесила призвали в армию, вышла замуж за Джэка Скиннера. После возвращения в качестве нового начальника станции, Сесил пытается вновь завести отношения с Мэй.
- Вера Пламтри (Vera Plumtree) (Барбара Нью, Barbara New) — уборщица на станции. Также выполняет функции прачки, стирая одежду для работников станции. Вдова, её муж был машинистом.
- Вилфрид Шуманн (Wilfred Schumann) (Пол Аспден, Paul Aspden, был указан в титрах, как Paul Aspen) — носильщик, сын Этель
- Глориа Скиннер (Gloria Skinner) (Линдси Гримшоу, Lindsay Grimshaw) — восемнадцатилетняя дочь Джэка и Мэй.
- Перси (Percy) (Терри Джон, Terry John) — проводник поезда. Ловелас станции, пытается флиртовать с каждой женщиной кроме Веры.
- Арнольд Томас (Arnold Thomas) (Айвор Робертс, Ivor Roberts) — машинист паровоза
- Ральф (Ralph) (Перри Бенсон, Perry Benson) — кочегар и ученик машиниста. Напарник Арнольда. Арнольд и Ральф часто подтрунивают друг над другом
- Эми (Amy) (Тэра Дэниэльс, Tara Daniels) — школьная подружка Глории, объект мечтании Перси
- Мистер Оркиндейл (Mr Orkindale) (Ричард Спендлов, Richard Spendlove) — региональный железнодорожный инспектор, непосредственный вышестоящий Сесила.

## Съемки
Съемки проходили на исторической железной дороге Железная дорога долины Северна (англ. Severn Valley Rwailway). В роли станции Хэтли выступала станция Эрли (англ. Arley). В сериале снимался паровоз LMS Ivatt Class 2 2-6-0 No 46521. Во время съёмок он принадлежад Железной дороге Северна, но позднее был продан, и сейчас находится на исторической железной дороге Великая центральная железная дорога (англ. Great Central Railway).

## Название и песня
Название сериала — аллюзия на популярную песню мьюзик-холлов О, Мистер Портер! (англ. Oh! Mr Porter), которая также звучала в одноимённом фильме 1937 года.
Переиначенная песня звучала в конце каждого эпизода:
Oh, Dr Beeching what have you done?
There once were lots of trains to catch, but soon there will be none,
I’ll have to buy a bike, 'cos I can’t afford a car,
Oh, Dr Beeching what a naughty man you are!
Подстрочный перевод
О, доктор Бичинг, что же вы сделали?
Раньше здесь останавливалось множество поездов, но скоро не будет ни одного
Мне придётся купить велосипед, потому что на машину у меня нет денег
О, доктор Бичинг, какой же вы плохой человек!